# Arthur Sydney Tabor
Arthur Sydney Tabor (* 9. November 1852 in Trent, Grafschaft Middlesex; † 14. Oktober 1927 in London) war ein englischer Cricket- und Tennisspieler.

## Leben
Tabor kam 1852 in Trent nördlich von London zur Welt. Er studierte am Eton College der Cambridge University und wurde Mitglied der dortigen Cricketmannschaft. Insgesamt nahm er bis 1878 an 28 First-Class-Cricketspielen teil.
Zwischen 1878 und 1880 spielte er bei den Wimbledon Championships, kam jedoch nie über die zweite Runde hinaus.
Von 1891 bis 1920 war Tabor Rektor der Cheam School in London. Er starb 1926 im Alter von 74 Jahren im Londoner Stadtteil Earls Court.